# Квинт Абурний Цедициан
Квинт Абурний Цедициан (лат. Quintus Aburnius Caedicianus) — римский политический деятель первой половины II века.
О происхождении Цедициана нет никаких сведений. Между 105 и 116 годом Цедициан занимал должность легата XIII Парного легиона. В начале правления императора Адриана, примерно в 118/119 году, он находился на посту консула-суффекта. Больше о нём ничего неизвестно.